# Fulvio Montini
Fulvio Montini (Sarezzo, 29 marzo 1914 – Roè Volciano, 15 febbraio 2003) è stato un ciclista su strada italiano. Attivo come indipendente dal 1937 al 1941, partecipò tre volte al Giro d'Italia.

## Carriera
Passato indipendente nel 1937 con i colori nero-azzurri della milanese U.S. Azzini, ottenne l'undicesimo posto al Giro di Lombardia. L'anno successivo, sempre con la U.S. Azzini, partecipò al Giro d'Italia ma non ottenne particolari risultati; nella stessa stagione concluse dodicesimo il Giro di Lombardia.
Nel 1939, ancora con la U.S. Azzini, partecipò nuovamente al Giro d'Italia piazzandosi terzo nella diciassettesima e ultima frazione con arrivo a Milano; l'anno successivo ottenne la sua unica affermazione nella Coppa Andrea Boero a Genova, aperta a indipendenti e dilettanti.
Lo scoppio della Seconda guerra mondiale pose fine alla sua carriera ciclistica,

## Palmarès
- 1940 (Dop. Az. Redaelli Gardone Val Trompia)

Coppa Andrea Boero

## Piazzamenti

### Grandi Giri
- Giro d'Italia

1938: 27º
1939: 40º
1940: 23º

### Classiche monumento
- Giro di Lombardia

1937: 11º
1938: 12º
1940: 16º